# Ник Кварри
Ник Кварри (англ. Nick Quarry, наст. имя — Марвин Хьюберт Альберт; Marvin Hubert Albert, 1924—1996) — американский сценарист и писатель. Под различными псевдонимами работал во многих направлениях жанра, но большой известности не добился. Другие псевдонимы: Альберт (Ал, Эл) Конрой (Albert Conroy), Ян Макалистер (Ian MacAlister), Антони (Энтони) Ром (Anthony Rome), Mike Barone.
Как Антони Ром написал 3 романа о частном сыщике из Майами — Тони Роме. По двум из них были поставлены фильмы, знаменитые тем, что главную роль детектива сыграл Франк Синатра. Приключенческая серия, подписанная Макалистер, ввела читающую публику в заблуждение. Серия была воспринята как новый стиль шотландского писателя Алистера Маклина. Прочие псевдонимы — Альберт Конрой (Ал или Эл Конрой) и наиболее известный в России — Ник Кварри. Гангстерские боевики Ника Кварри — «Дон умер» и «Вендетта» - присутствуют практически во всех электронных библиотеках.
Под собственным именем писатель опубликовал свою наиболее известную серию о франко-американском детективе Пьере-Анже Савьере.